# Tu última canción

Tu última canción (« Ta dernière chanson ») est un album du groupe mexicain Los Temerarios.

## Titres
1. Tu última canción (Ta dernière chanson)
2. Corazón de otro (Le cœur d'un autre)
3. La mujer que soñe (La femme qui rêve)
4. Ahora pienso más en tí (Maintenant je pense plus à toi)
5. Eres un sueño (Tu es un rêve)
6. Una tarde fue (C'était un après-midi)
7. Enamorado de tí (Amoureux de toi)
8. Mi secreto (Mon secret)
9. Voy a quererte más (Je vais t'aimer plus)
10. Me empiezo a enamorar (Je commence à tomber amoureux)